# Élections cantonales de 2004 en Lozère
Les élections cantonales ont eu lieu les 21 et 28 mars 2004.
Lors de ces élections, 12 des 25 cantons de la Lozère ont été renouvelés. Elles ont vu l'élection de la majorité UMP dirigée par Jean-Paul Pourquier, succédant à Jean-Paul Pottier, président UMP du conseil général depuis 1998.

## Résultats à l’échelle du département
Répartition départementale des résultats (2e tour).
- PS (39,77 %)
- DVG (6,63 %)
- Verts (6,59 %)
- UDF (23,22 %)
- DVD (23,8 %)

| Étiquette      | Étiquette                          | Premier tour | Premier tour | Second tour | Second tour | Sièges |
| Étiquette      | Étiquette                          | Voix         | %            | Voix        | %           | Sièges |
| -------------- | ---------------------------------- | ------------ | ------------ | ----------- | ----------- | ------ |
|                | Parti communiste français          | 2 162        | 13,54        |             |             | 1      |
|                | Parti socialiste                   | 2 053        | 12,86        | 1 980       | 39,77       | 2      |
|                | Divers gauche                      | 988          | 6,19         | 330         | 6,63        | 0      |
|                | Les Verts                          | 356          | 2,23         | 328         | 6,59        | 0      |
| Gauche         | Gauche                             | 5 559        | 34,82        | 2 638       | 52,99       | 3      |
|                |                                    |              |              |             |             |        |
|                | Union pour un mouvement populaire  | 4 205        | 26,34        |             |             | 3      |
|                | Divers droite                      | 3 974        | 24,89        | 1 185       | 23,80       | 3      |
|                | Union pour la démocratie française | 2 013        | 12,61        | 1 156       | 23,22       | 3      |
|                | Front national                     | 207          | 1,30         |             |             |        |
|                | Extrême droite                     | 8            | 0,05         |             |             |        |
| Droite         | Droite                             | 10 407       | 65,19        | 2 341       | 47,02       | 9      |
|                |                                    |              |              |             |             |        |
| Inscrits       | Inscrits                           | 21 570       | 100,00       | 6 740       | 100,00      |        |
| Abstention     | Abstention                         | 4 763        | 22,18        | 1 431       | 21,23       |        |
| Votants        | Votants                            | 16 807       | 77,92        | 5 309       | 78,77       |        |
| Blancs et nuls | Blancs et nuls                     | 841          | 5,00         | 330         | 6,22        |        |
| Exprimés       | Exprimés                           | 15 966       | 95,00        | 4 979       | 93,78       |        |

## Résultats par canton

### Canton d'Aumont-Aubrac
| Candidats      | Candidats      | Étiquette      | Premier tour | Premier tour |
| Candidats      | Candidats      | Étiquette      | Voix         | %            |
| -------------- | -------------- | -------------- | ------------ | ------------ |
|                | Alain Astruc*  | UMP            | 1 257        | 81,89        |
|                | Olivier Portal | DVD            | 142          | 9,25         |
|                | Philippe Serre | PS             | 75           | 4,89         |
|                | Gérard Brest   | PCF            | 61           | 3,97         |
|                |                |                |              |              |
| Inscrits       | Inscrits       | Inscrits       | 1 867        | 100,00       |
| Abstention     | Abstention     | Abstention     | 295          | 15,80        |
| Votants        | Votants        | Votants        | 1 572        | 84,20        |
| Blancs et nuls | Blancs et nuls | Blancs et nuls | 37           | 2,35         |
| Exprimés       | Exprimés       | Exprimés       | 1 535        | 97,65        |

*sortant

### Canton de Chanac
| Candidats      | Candidats              | Étiquette      | Premier tour | Premier tour | Second tour | Second tour |
| Candidats      | Candidats              | Étiquette      | Voix         | %            | Voix        | %           |
| -------------- | ---------------------- | -------------- | ------------ | ------------ | ----------- | ----------- |
|                | Philippe Rochoux       | UDF            | 548          | 37,64        | 711         | 47,91       |
|                | Sylvain Gaubert*       | UDF            | 334          | 22,94        | 445         | 29,99       |
|                | Guy Lévêque            | Verts          | 217          | 14,90        | 328         | 22,10       |
|                | Marie-Christine Michel | UMP            | 135          | 9,27         |             |             |
|                | Denis Virebayre        | DVD            | 116          | 7,97         |             |             |
|                | Ghislaine Vaissade     | PCF            | 106          | 7,28         |             |             |
|                |                        |                |              |              |             |             |
| Inscrits       | Inscrits               | Inscrits       | 1 866        | 100,00       | 1 865       | 100,00      |
| Abstention     | Abstention             | Abstention     | 366          | 19,61        | 329         | 17,64       |
| Votants        | Votants                | Votants        | 1 500        | 80,39        | 1 536       | 82,36       |
| Blancs et nuls | Blancs et nuls         | Blancs et nuls | 44           | 2,93         | 52          | 3,39        |
| Exprimés       | Exprimés               | Exprimés       | 1 456        | 97,07        | 1 484       | 96,61       |

*sortant

### Canton de Châteauneuf-de-Randon
| Candidats      | Candidats        | Étiquette      | Premier tour | Premier tour |
| Candidats      | Candidats        | Étiquette      | Voix         | %            |
| -------------- | ---------------- | -------------- | ------------ | ------------ |
|                | Hubert Libourel* | UDF            | 616          | 69,53        |
|                | Christophe Lacas | PS             | 212          | 23,93        |
|                | Maryse Bessiere  | PCF            | 58           | 6,55         |
|                |                  |                |              |              |
| Inscrits       | Inscrits         | Inscrits       | 1 387        | 100,00       |
| Abstention     | Abstention       | Abstention     | 359          | 25,88        |
| Votants        | Votants          | Votants        | 1 028        | 74,12        |
| Blancs et nuls | Blancs et nuls   | Blancs et nuls | 142          | 13,81        |
| Exprimés       | Exprimés         | Exprimés       | 886          | 86,19        |

*sortant

### Canton de Fournels
| Candidats      | Candidats                  | Étiquette      | Premier tour | Premier tour |
| Candidats      | Candidats                  | Étiquette      | Voix         | %            |
| -------------- | -------------------------- | -------------- | ------------ | ------------ |
|                | Pierre Morel-À-L'Huissier* | UMP            | 940          | 90,21        |
|                | Jean-Paul Chedanne         | PS             | 75           | 7,20         |
|                | Lucien Borel               | PCF            | 27           | 2,59         |
|                |                            |                |              |              |
| Inscrits       | Inscrits                   | Inscrits       | 1 292        | 100,00       |
| Abstention     | Abstention                 | Abstention     | 201          | 15,56        |
| Votants        | Votants                    | Votants        | 1 091        | 84,44        |
| Blancs et nuls | Blancs et nuls             | Blancs et nuls | 49           | 4,49         |
| Exprimés       | Exprimés                   | Exprimés       | 1 042        | 95,51        |

*sortant

### Canton de Langogne
| Candidats      | Candidats            | Étiquette      | Premier tour | Premier tour | Second tour | Second tour |
| Candidats      | Candidats            | Étiquette      | Voix         | %            | Voix        | %           |
| -------------- | -------------------- | -------------- | ------------ | ------------ | ----------- | ----------- |
|                | Gérard Souchon       | PS             | 524          | 19,49        | 1 405       | 54,25       |
|                | Bernard Palpacuer    | DVG            | 519          | 19,31        | Retrait     | Retrait     |
|                | Noël Aubazac         | DVD            | 464          | 17,26        | 1 185       | 45,75       |
|                | Luc Valette          | UMP            | 407          | 15,14        |             |             |
|                | Gilbert Gibelin      | DVD            | 252          | 9,38         |             |             |
|                | Francette Gely       | PCF            | 240          | 8,93         |             |             |
|                | Jean-Pierre Gaillard | UMP            | 232          | 8,63         |             |             |
|                | Claude Lhuillier     | Verts          | 48           | 1,79         |             |             |
|                | Gérard Benoit        | DVD            | 2            | 0,07         |             |             |
|                |                      |                |              |              |             |             |
| Inscrits       | Inscrits             | Inscrits       | 3 739        | 100,00       | 3 739       | 100,00      |
| Abstention     | Abstention           | Abstention     | 950          | 25,41        | 909         | 24,31       |
| Votants        | Votants              | Votants        | 2 789        | 74,59        | 2 830       | 75,69       |
| Blancs et nuls | Blancs et nuls       | Blancs et nuls | 101          | 3,62         | 240         | 8,48        |
| Exprimés       | Exprimés             | Exprimés       | 2 688        | 96,38        | 2 590       | 91,52       |

### Canton du Malzieu-Ville
| Candidats      | Candidats           | Étiquette      | Premier tour | Premier tour |
| Candidats      | Candidats           | Étiquette      | Voix         | %            |
| -------------- | ------------------- | -------------- | ------------ | ------------ |
|                | Jean-Noël Brugeron* | DVD            | 1 313        | 82,27        |
|                | Noëlle Galvier      | PCF            | 151          | 9,46         |
|                | Alain Savoie        | PS             | 132          | 8,27         |
|                |                     |                |              |              |
| Inscrits       | Inscrits            | Inscrits       | 2 115        | 100,00       |
| Abstention     | Abstention          | Abstention     | 400          | 18,91        |
| Votants        | Votants             | Votants        | 1 715        | 81,09        |
| Blancs et nuls | Blancs et nuls      | Blancs et nuls | 119          | 6,94         |
| Exprimés       | Exprimés            | Exprimés       | 1 596        | 93,06        |

*sortant

### Canton de Nasbinals
| Candidats      | Candidats               | Étiquette      | Premier tour | Premier tour |
| Candidats      | Candidats               | Étiquette      | Voix         | %            |
| -------------- | ----------------------- | -------------- | ------------ | ------------ |
|                | Pierre Aldebert*        | DVD            | 464          | 50,88        |
|                | Bernard Bastide         | UMP            | 428          | 46,93        |
|                | Marie-Françoise Souchon | PS             | 8            | 0,88         |
|                | Christian Chauchard     | EXD            | 8            | 0,88         |
|                | Pascal Peuch            | Verts          | 4            | 0,44         |
|                |                         |                |              |              |
| Inscrits       | Inscrits                | Inscrits       | 1 086        | 100,00       |
| Abstention     | Abstention              | Abstention     | 164          | 15,10        |
| Votants        | Votants                 | Votants        | 922          | 84,90        |
| Blancs et nuls | Blancs et nuls          | Blancs et nuls | 10           | 1,08         |
| Exprimés       | Exprimés                | Exprimés       | 912          | 98,92        |

*sortant

### Canton du Pont-de-Montvert
| Candidats      | Candidats        | Étiquette      | Premier tour | Premier tour | Second tour | Second tour |
| Candidats      | Candidats        | Étiquette      | Voix         | %            | Voix        | %           |
| -------------- | ---------------- | -------------- | ------------ | ------------ | ----------- | ----------- |
|                | Sophie Pantel    | PS             | 419          | 45,59        | 575         | 63,54       |
|                | Bernard Vignes   | DVG            | 229          | 24,92        | 330         | 36,46       |
|                | Gérard Mersadier | PCF            | 217          | 23,61        | Retrait     | Retrait     |
|                | Éric De Payen    | UDF            | 54           | 5,88         |             |             |
|                |                  |                |              |              |             |             |
| Inscrits       | Inscrits         | Inscrits       | 1 136        | 100,00       | 1 136       | 100,00      |
| Abstention     | Abstention       | Abstention     | 191          | 16,81        | 193         | 16,99       |
| Votants        | Votants          | Votants        | 945          | 83,19        | 943         | 83,01       |
| Blancs et nuls | Blancs et nuls   | Blancs et nuls | 26           | 2,75         | 38          | 4,03        |
| Exprimés       | Exprimés         | Exprimés       | 919          | 97,25        | 905         | 95,97       |

### Canton de Saint-Amans
| Candidats      | Candidats              | Étiquette      | Premier tour | Premier tour |
| Candidats      | Candidats              | Étiquette      | Voix         | %            |
| -------------- | ---------------------- | -------------- | ------------ | ------------ |
|                | Patrice Saint-Léger    | DVD            | 882          | 63,96        |
|                | Claude Leynaud         | PS             | 242          | 17,55        |
|                | Jean-Francois Pardigon | FN             | 207          | 15,01        |
|                | Jacques Beluch         | PCF            | 48           | 3,48         |
|                |                        |                |              |              |
| Inscrits       | Inscrits               | Inscrits       | 1 895        | 100,00       |
| Abstention     | Abstention             | Abstention     | 413          | 21,79        |
| Votants        | Votants                | Votants        | 1 482        | 78,21        |
| Blancs et nuls | Blancs et nuls         | Blancs et nuls | 103          | 6,95         |
| Exprimés       | Exprimés               | Exprimés       | 1 379        | 93,05        |

### Canton de Sainte-Enimie
| Candidats      | Candidats            | Étiquette      | Premier tour | Premier tour |
| Candidats      | Candidats            | Étiquette      | Voix         | %            |
| -------------- | -------------------- | -------------- | ------------ | ------------ |
|                | Jean-Jacques Delmas* | UDF            | 461          | 60,50        |
|                | François Gaudry      | DVG            | 240          | 31,50        |
|                | Éric Marolot         | PCF            | 61           | 8,01         |
|                |                      |                |              |              |
| Inscrits       | Inscrits             | Inscrits       | 1 132        | 100,00       |
| Abstention     | Abstention           | Abstention     | 303          | 26,77        |
| Votants        | Votants              | Votants        | 829          | 73,23        |
| Blancs et nuls | Blancs et nuls       | Blancs et nuls | 67           | 8,08         |
| Exprimés       | Exprimés             | Exprimés       | 762          | 91,92        |

*sortant

### Canton de Saint-Germain-de-Calberte
| Candidats      | Candidats            | Étiquette      | Premier tour | Premier tour |
| Candidats      | Candidats            | Étiquette      | Voix         | %            |
| -------------- | -------------------- | -------------- | ------------ | ------------ |
|                | Robert Aigoin*       | PCF            | 1 134        | 64,69        |
|                | Jean-Pierre Affortit | DVD            | 339          | 19,34        |
|                | Lucien Greze         | PS             | 280          | 15,97        |
|                | Marcel Pages         | PRG            | 0            | 0,00         |
|                |                      |                |              |              |
| Inscrits       | Inscrits             | Inscrits       | 2 531        | 100,00       |
| Abstention     | Abstention           | Abstention     | 678          | 26,79        |
| Votants        | Votants              | Votants        | 1 853        | 73,21        |
| Blancs et nuls | Blancs et nuls       | Blancs et nuls | 100          | 5,40         |
| Exprimés       | Exprimés             | Exprimés       | 1 753        | 94,60        |

*sortant

### Canton de Villefort
| Candidats      | Candidats                 | Étiquette      | Premier tour | Premier tour |
| Candidats      | Candidats                 | Étiquette      | Voix         | %            |
| -------------- | ------------------------- | -------------- | ------------ | ------------ |
|                | Jean de Lescure*          | UMP            | 806          | 77,65        |
|                | Aurore Bischoff           | Verts          | 87           | 8,38         |
|                | Michel Colrat             | PS             | 86           | 8,29         |
|                | Jacqueline Roussel-Benoît | PCF            | 59           | 5,68         |
|                |                           |                |              |              |
| Inscrits       | Inscrits                  | Inscrits       | 1 524        | 100,00       |
| Abstention     | Abstention                | Abstention     | 443          | 29,07        |
| Votants        | Votants                   | Votants        | 1 081        | 70,93        |
| Blancs et nuls | Blancs et nuls            | Blancs et nuls | 43           | 3,98         |
| Exprimés       | Exprimés                  | Exprimés       | 1 038        | 96,02        |

*sortant